# Седилис (Удине)
Седилис је насеље у Италији у округу Удине, региону Фурланија-Јулијска крајина.
Према процени из 2011. у насељу је живело 282 становника. Насеље се налази на надморској висини од 324 м.